# Filoxenos av Mabbugh
Filoxenos av Mabbugh (syriska: ܐܟܣܢܝܐ ܡܒܘܓܝܐ, Aksenāyâ Mabûḡāyâ), även känd som Xenaias och Filoxenos av Hierapolis, död 523, var en av de främsta syriska prosa-författarna och en stor förkämpe för miafysitism. 

## Syriska bibeln
Filoxenos reviderade de syriska versionerna av Skriften. Med hjälp av sin korepiskopos Polykarpos producerade han den så kallade Filoxenska versionen år 508. Den togs emot av de syriska miafysiterna under 500-talet. Samtidigt som han fortsatte sitt kyrkliga arbete, som en stark motståndare till Flavian II av Antiokia (patriark mellan 498 och 512) som hade antagit besluten från konciliet i Chalkedon. 